# Martin Voltr
Martin Voltr, né le 27 décembre 2001 à Příbram, est un coureur cycliste tchèque. Il est membre de l'équipe ATT Investments.

## Biographie
En 2019 et 2021, Martin Voltr obtient de bons résultats aux championnats nationaux sur piste. Il court également durant une année au sein de l'équipe Topforex-ATT Investments. De retour chez les amateurs, il termine quatrième du championnat de Tchéquie sur route espoirs en 2022. Il retrouve ensuite le niveau continental en 2023 au sein de la formation RRK Group-Pierre Baguette, qui évolue avec une licence slovaque. Sous ses nouvelles couleurs, il obtient une victoire dans une course hongroise. Il finit aussi quatrième et meilleur jeune du Tour of Malopolska,.
Lors de la saison 2024, il remporte deux épreuves de la Visegrad 4 Bicycle Race. Ce sont ses premières victoires acquises dans des compétitions inscrites au calendrier de l'UCI. Sur le Tour de Hongrie, il porte le maillot de leader pendant un jour, après avoir pris des bonifications dans des échappées. Il termine par ailleurs quatrième de l'Okolo Jižních Čech, ou encore vingtième du Czech Tour. Malgré un gabarit assez imposant (1m91 pour 74 kilos), il surprend par sa capacité à rivaliser avec des grimpeurs dans des épreuves escarpées. 
En 2025, il réintègre la structure ATT Investments, qu'il avait quitté quatre ans plus tôt.

## Palmarès sur route

### Par année
- 2022
  - GP Kolokram
- 2023
  - Palinkas Csaba Memorial
- 2024
  - Visegrad 4 Bicycle Race-GP Slovakia[4]
  - Visegrad 4 Bicycle Race-GP Czech Republic
  - 2e du Visegrad 4 Kerekparverseny
  - 3e de Velká Bíteš-Brno-Velká Bíteš
- 2025
  - 1re étape du Tour de la Bataille de Varsovie

### Classements mondiaux
| Année                                 | 2022  | 2023  | 2024 |
| ------------------------------------- | ----- | ----- | ---- |
| Classement mondial                    | 1749e | 1523e | 535e |
| UCI Europe Tour                       | 1146e | 1014e | 417e |
|                                       |       |       |      |
| Légende : nc = non classéSource : UCI |       |       |      |

## Palmarès sur piste

### Championnats nationaux
- 2019
  -  Champion de Tchéquie de l'américaine juniors
  - 2e du championnat de Tchéquie de poursuite par équipes
  - 3e du championnat de Tchéquie de course aux points
- 2021
  - 2e du championnat de Tchéquie de l'américaine